# キローラン裕人
キローラン 裕人（キローラン ゆうじん、英語名：ユージン・キローラン、Eugene Killoran、1987年11月4日 - ） は東京都新宿区出身の元プロサッカー選手。ポジションはディフェンダー。弟で双子のキローラン菜入・キローラン木鈴もプロサッカー選手。父親がアイルランド人で母親が日本人。

## 来歴
日本大学第二高等学校入学と同時に三菱養和SCユースに所属。高校二年生の頃からプロを目指し始め、東京ヴェルディ1969の練習に参加、その実力を認められて入団が決定した。また、ヴェルディ入団と同時に日本大学への入学も決定。学業との両立を目指したが、休学を余儀なくされ、トップチームでの出場機会も得られなかったことから、2007年5月に学業専念のため所属していたヴェルディからの退団が発表された。

## 所属クラブ
ユース経歴
- FC新宿内藤
- 日本大学第二中学校
- 三菱養和SCユース

プロ経歴
- 2006年-2007年5月 東京ヴェルディ1969

## 個人成績
| 国内大会個人成績 | 国内大会個人成績 | 国内大会個人成績 | 国内大会個人成績 | 国内大会個人成績 | 国内大会個人成績 | 国内大会個人成績 | 国内大会個人成績 | 国内大会個人成績 | 国内大会個人成績 | 国内大会個人成績 | 国内大会個人成績 |
| 年度             | クラブ           | 背番号           | リーグ           | リーグ戦         | リーグ戦         | リーグ杯         | リーグ杯         | オープン杯       | オープン杯       | 期間通算         | 期間通算         |
| 年度             | クラブ           | 背番号           | リーグ           | 出場             | 得点             | 出場             | 得点             | 出場             | 得点             | 出場             | 得点             |
| 日本             | 日本             | 日本             | 日本             | リーグ戦         | リーグ戦         | リーグ杯         | リーグ杯         | 天皇杯           | 天皇杯           | 期間通算         | 期間通算         |
| ---------------- | ---------------- | ---------------- | ---------------- | ---------------- | ---------------- | ---------------- | ---------------- | ---------------- | ---------------- | ---------------- | ---------------- |
| 2006             | 東京V            | 41               | J2               | 0                | 0                | -                | -                | 0                | 0                | 0                | 0                |
| 2007             | 東京V            | 31               | J2               | 0                | 0                | -                | -                | -                | -                | 0                | 0                |
| 通算             | 日本             | 日本             | J2               | 0                | 0                | -                | -                | 0                | 0                | 0                | 0                |
| 総通算           | 総通算           | 総通算           | 総通算           | 0                | 0                | -                | -                | 0                | 0                | 0                | 0                |

## タイトル・代表歴
- 2004年 - 三菱養和SCユース
  - Jユースカップ出場
- 2005年 - 三菱養和SCユース
  - 日本クラブユースサッカー選手権 (U-18)大会出場
  - Jユースカップ出場